# Cetopsorhamdia phantasia
Cetopsorhamdia phantasia es una especie de peces de la familia Heptapteridae en el orden de los Siluriformes.

## Morfología
• Los machos pueden llegar alcanzar los 4 cm de longitud total.
- Número de  vértebras: 37.[1]

## Hábitat
Es un pez de agua dulce y de clima tropical (26 °C-26 °C).

## Distribución geográfica
Se encuentran en Sudamérica:  cuenca del río Napo (el Ecuador ).